# 卓膺
卓 膺（たく よう、生没年不詳）は、中国後漢時代末期の武将。劉備に仕えた。

## 事績
史書上の事績は、劉備の入蜀の際に将として従軍し、涪を占拠したことしか伝わらない。
羅貫中の小説『三国志演義』では初め、益州の劉璋配下の将として登場。劉備を相手に苦戦する張任への援軍として派遣される。張任が前衛、卓膺が後衛を受け持って出陣するが、張任が諸葛亮の罠にかかって苦境に陥るとすぐに降伏した（第64回）。劉備が益州を制圧すると、任用された降将の一人として名が挙がるが（第65回）、以降は登場しない。